# Time Over Records
Time Over Records（タイム・オーヴァー・レコード）は、日本のインディーズレコードレーベル。本拠地は北海道札幌市。所属しているアーティストはバンド、シンガーソングライターから伝統音楽楽団までジャンルを問わず様々。

## 所属アーティスト
- 沙可
- Stray CAT